# Novopangea

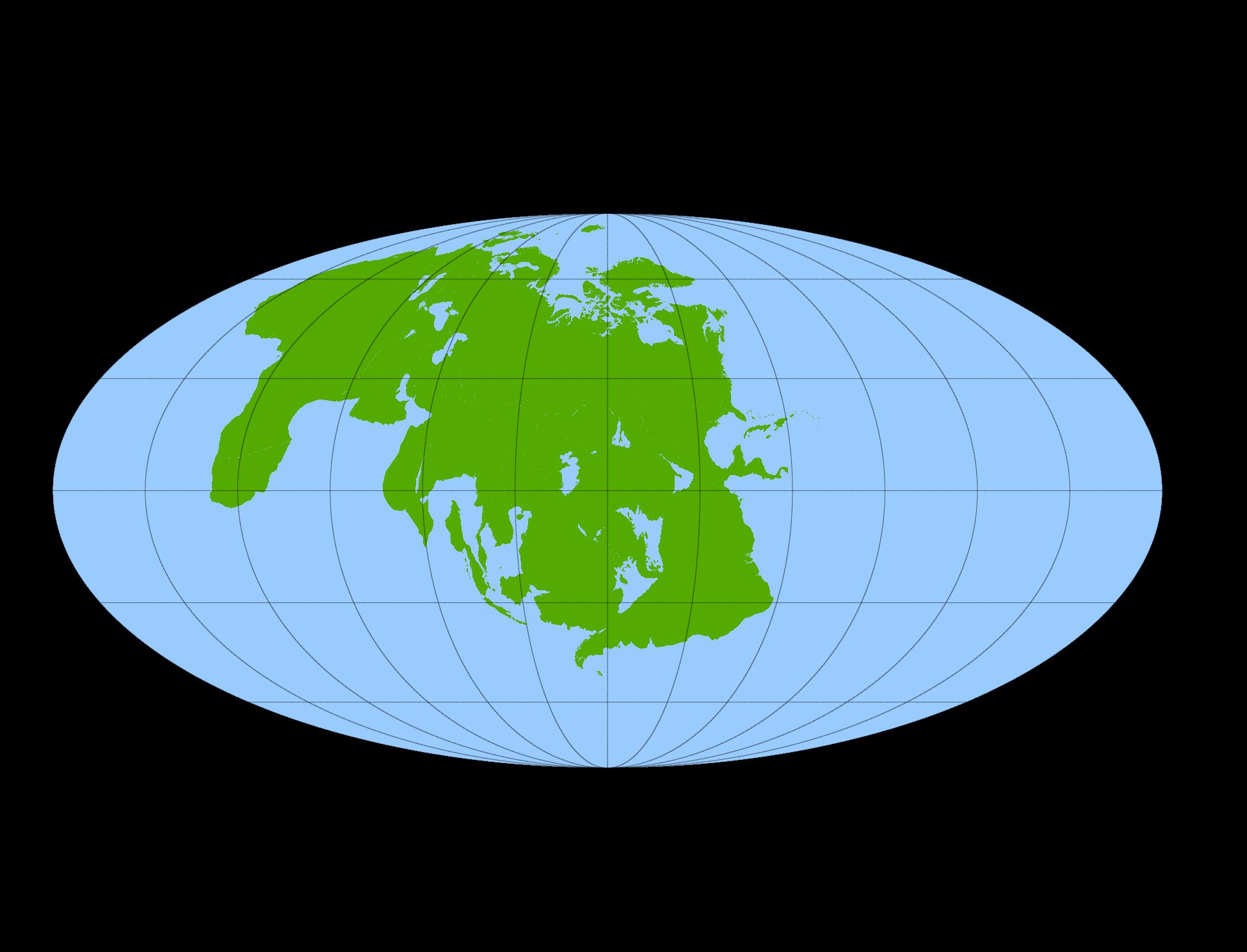
Mapa hipotètic de Novopangea

Novopangea o Novopangaea (en greco-llatí per Nova Pangea) és un possible futur supercontinent postulat per Roy Livermore a finals dels anys noranta, a la revista New Scientist. Suposa el tancament del Pacífic, l'acoblament d'Austràlia amb l'Àsia oriental i el moviment cap al nord de l'Antàrtida.

## Escenaris alternatius
El paleogeòleg Ronald Blakey ha descrit els propers 15 a 100 milions d'anys de desenvolupament tectònic com a bastant establerts i previsibles[2], però no es formarà cap supercontinent en aquest període. Més enllà d'això, adverteix que el registre geològic està ple de canvis inesperats en l'activitat tectònica que fan que les projeccions posteriors siguin força especulatives. A més de 'Novopangaea', altres dos hipotètics supercontinents, "Amasia" i "Pangea Ultima" de Christopher Scotese, es van il·lustrar en un article de New Scientist d'octubre de 2007.